# Sulimów (Basse-Silésie)
Pour les articles homonymes, voir Sulimów.
Sulimów est une localité polonaise de la gmina de Siechnice, située dans le powiat de Wrocław en voïvodie de Basse-Silésie.